# Louis Camu

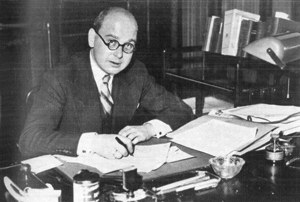
Foto van Louis Camu

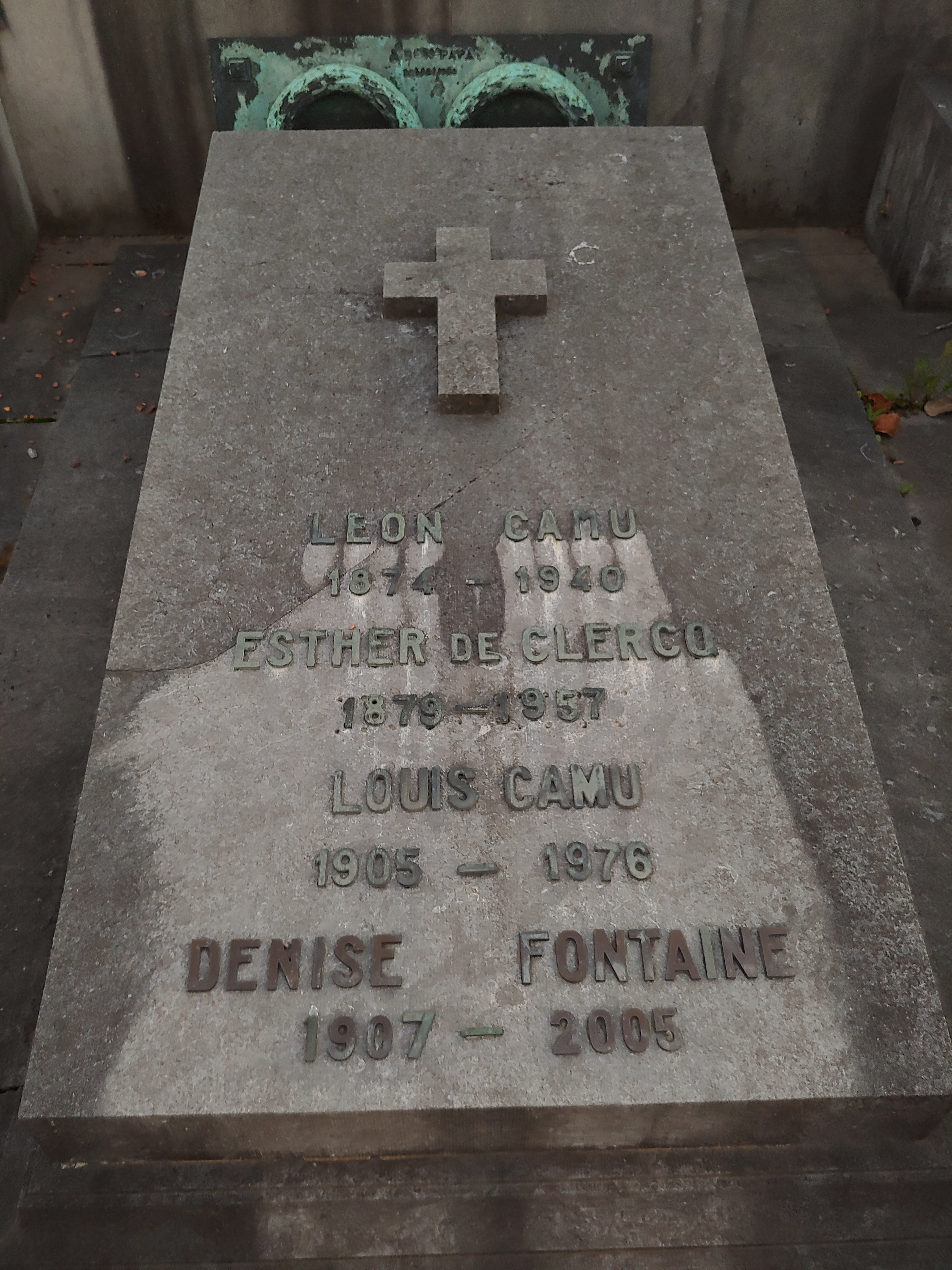
Het graf van Louis Camu, in de begraafplaats van Aalst.

Louis Camu (Aalst, 11 april 1905 - aldaar, 12 november 1976) was een Belgisch ambtenaar, politicus en verzetsstrijder, die van 1952 tot 1975 voorzitter was van de Bank van Brussel.

## Levensloop
Louis Camu werd op 11 april 1905 geboren te Aalst. Hij is de zoon van een zakenman die een mouterij bezat. Hij studeerde aan het Gentse Instituut voor gisting. Dit om in de voetsporen van zijn vader te treden. De zaak van zijn ouders Léon Camu (1874-1940) en Esther Declercq (1879-1957) heette mouterij J. Camu.
Hij werd in 1936 benoemd tot Koninklijk Commissaris voor administratieve hervorming. Een van zijn opdrachten was de uitwerking van de rechtspositie van de rijksambtenaren, het zogenaamde 'statuut-Camu'.
Hij was leider van het Belgisch Geheime Leger in de provincie Oost-Vlaanderen, vandaar dat hij werd gevangengenomen en weggevoerd door de Duitsers in 1944. Hij verbleef in het concentratiekamp van Neuengamme en overleefde de foltering tijdens zijn arrestatie. Hij werd overgeplaatst naar het kamp Arbeitskommando en tot slot het kamp van Wöblin Ludwiglust. Op 23 april 1945 eindigde de dodenmars dankzij de bevrijding door het Amerikaanse leger. In mei 1945 keerde hij terug thuis, in Ronsevaal, waar er een feest werd gehouden. Hierna trok hij naar Zwitserland, waar hij minstens drie jaar bleef met de reden om zijn gezondheid te doen herstellen. Na deze periode hervatte hij zijn professioneel leven.
Van 1952 tot 1975 was hij voorzitter van de Bank van Brussel, hoogleraar aan de Université de Liège en voorzitter van de Belgische Vereniging der Banken.
Louis Camu huwde met Denise Fontaine (1907-2005). Ze hadden gezamenlijk een zoon, Alain Camu (1934).
Beschreven als atlanticist, Had hij de liberale opvatting van de Europese eenwording, deze verdedigde hij en stelde hij als prioriteit met oog op het particuliere initiatief. Daarom verdedigde hij het project om één Europese munteenheid te creëren.

## Trivia
- In Aalst is de Louis Camustraat naar hem vernoemd.
- Hij was een van de eigenaars van Domein Ronsevaal.[1]

- Gemeinsame Normdatei: 1116502798
- International Standard Name Identifier: 0000 0000 6121 306X
- Library of Congress Control Number: no96062685
- Nationale Bibliotheek van Israël: 987007334611305171
- Nederlandse Thesaurus van Auteursnamen: 067921116
- Système universitaire de documentation: 085588210
- Virtual International Authority File: 61921515
- WorldCat: E39PBJxCwPVF9pJCCtTrfxVKVC